# Anopsicus tehuanus
Anopsicus tehuanus là một loài nhện trong họ Pholcidae. Loài này được phát hiện ở México.